# Symplocos austrosinensis
Symplocos austrosinensis är en tvåhjärtbladig växtart som beskrevs av Hand.-mazz. Symplocos austrosinensis ingår i släktet Symplocos och familjen Symplocaceae. Inga underarter finns listade i Catalogue of Life.